# Школьников, Борис Алексеевич
Бори́с Алексе́евич Шко́льников (25 мая 1952, Калуга — 24 февраля 2013, Москва) — российский предприниматель, президент Национальной рекламной ассоциации, член Президиума Правления ТПП РФ, Председатель Комитета ТПП РФ по предпринимательству в сфере рекламы, Генеральный директор Внешнеэкономического объединения «Интурреклама».
Был одним из инициаторов создания и членом рабочей группы Государственной думы РФ по подготовке законов «О рекламе» (1995, 2006), выдвинул идею саморегулирования рекламного рынка страны и принятия национального кодекса рекламной практики.

## Биография
Сын советского государственного и партийного деятеля А. М. Школьникова. 1965 — первый часовой первого Поста № 1 в Волгограде.
В 1974 году окончил Московский государственный институт международных отношений МИД РФ по специальности «Специалист по международным отношениям».
1974—1976 — аспирант МГИМО, защитил диссертацию на соискание учёной степени кандидата исторических наук.
1976—1979 — секретарь комитета ВЛКСМ МГИМО.
1979—1987 — Председатель Комитета молодёжных организаций г. Москвы, секретарь Советского подготовительного комитета XII Всемирного фестиваля молодёжи и студентов, заместитель руководителя Центрального штаба фестиваля (1985).
1987—1988 — Начальник Управления внешних сношений Государственного комитета СССР по профессионально-техническому образованию.
1988—1989 — Заместитель начальника Центрального рекламно-издательского бюро Государственного комитета СССР по иностранному туризму.
1989 — Генеральный Директор Внешнеэкономического объединения «Интурреклама»; Вице-президент Всемирной Федерации рекламодателей (1993—1997). Председатель правления региональной общественной организации «Землячество волгоградцев „ЗОВ“» (2007—2008). Президент отделения маркетинга и рекламы Международной академии информатизации. Вице-президент Межрегионального общественного фонда «Выдающиеся полководцы и флотоводцы Отечества». Член Союза журналистов России и Союза дизайнеров России.
В 1971—1986 годах был женат на певице Е. П. Школьниковой (род. 1952), дочери министра культуры СССР П. Н. Демичева. Сын — Пётр (род. 1972).

## Награды
- орден Дружбы народов (1986);
- медаль «За трудовую доблесть» (1980);
- медаль «В память 850-летия Москвы» (1997);
- почетная грамота Федеральной антимонопольной службы (2010);
- лауреат международных конкурсов «Элита информациологов мира» (2002, 2005, 2008,2011);
- награждён высшей международной медалью «За заслуги в развитии информационного сообщества» (2004).